# Přechylování
Přechylování neboli moce (z lat., [móce]) je tvorba slov v ženském rodě s významy odpovídajícími významům již existujících slov v rodě mužském nebo naopak. Rodový protiklad lze vyjádřit i zcela odlišnými slovy (bratr – sestra), jako přechylování se ale obvykle označuje jen tvoření slov pomocí přípon, které se pak označují jako přechylovací. Jméno s ženskou rodovou příznačností, odvozené od mužského nebo neutrálního základu, se označuje jako feminativ. V češtině je feminativnost konstituována prvky gramatické sémantiky, podobně jako agentivnost a personičnost, přičemž personičnost a feminativnost mají svůj původ v sémantice substantiva.

## Přechylování obecných jmen
Přechyluje se v jazycích, které mají rody, například v mnoha indoevropských jazycích. Vznikají tak rodové dvojice.

### Čeština
Přechylování v češtině umožňuje rozpoznat rod jména a správně ho vyskloňovat.
V češtině se přechyluje dvěma způsoby
- přímým převedením slova z mužského rodu do ženského změnou koncovek (blondýn – blondýna, vrátný – vrátná, nebo
- pomocí některé z přechylovacích přípon.

Přechylovací přípony
- -ka a od ní odvozené -nka -enka, -ička, -ovka a -ezka: prodavačka, Ruska,
- -ice a odvozené -nice a -ovice: bojovnice, čarodějnice,
- -yně a odvozené -kyně a -ovkyně: trhovkyně, otrokyně, Řekyně
- -ová: švagrová, mistrová
- -na a odvozené -evna, -ovna, -ena a -ezna: královna, princezna (původem dvojnásobné přechýlení: princ-ess-na),
- -anda (v nespisovné mluvě): vojanda, Pražanda
- zvláštní přípona je u dvojice daněk - danělka.

Přechylovací přípony se obvykle připojují přímo ke kmeni slova mužského rodu (řidič – řidička). Někdy dochází k hláskovým změnám v kmeni (druh – družka), případně se kmen i zkrátí (samec – samice).
Méně často je možné se setkat s přechylováním v opačném směru, ze ženského rodu do mužského (vdova – vdovec, sojka – soják, veverka – veverčák).
Výjimečně vznik přechýleného slova předchází v čase vzniku svého nepřechýleného vzoru. Například přechýlené slovo prostitutka se užívalo dříve než nepřechýlené slovo prostitut.
Někdy může dojít k tomu, že přechýlený tvar získá vlastní význam – například podstatné jméno mužského rodu rodič je v češtině rodově neutrální, přechýlené slovo rodička označuje ženu před porodem.
Pomocí přípony -a se přechylují substantiva do ženského rodu zřídka, oblíbená je například u osobních jmen, například Stanislav – Stanislava. Častěji se přechyluje pomocí přípony -ka (archivář – archivářka).
Společenská nejednotnost
Přechylování a jeho společenská vhodnost je častým předmětem sporů. Týká se jak obecných podstatných jmen, tak zejména příjmení. Méně už rodných jmen a gramatických rodů obecných jmen včetně zvířat.
Slovní humor v českém přechylování
České přechylování také někdy umožňuje i specifický slovní humor a slovní hříčky, kdy je možné spojovat podobná slova, významově spolu ovšem obvykle nijak nesouvisející, která ovšem působí dojmem přechýleného slova – příklad: krab–krabice nebo had–hadice, sob-sopka, čep-čepice, beran-beranice, slepec-slepice, jalovec-jalovice, palec-palice, slunečník-slunečnice, ručník-ručnice, rošťák-roštěnka, rovník-rovnice, oběžník-oběžnice, zimník-zimnice apod.

### Bosenština, Chorvatština, Srbština
V bosenštině, chorvatštině a srbštině se přechyluje pomocí přípon. V poslední době vznikají ženské tvary i pro dříve výhradně mužská povolání.
Přechylovací přípony
- přípona -ica

Tato přípona je nejproduktivnější (student – studentica; kuhar – kuharica; poslanik – poslanica; Hrvat – Hrvatica; asistent – asistentica).
- přípona -a (suprug – supruga; susjed – susjeda; Fikret – Fikreta)

- přípona -ič(i)na (sestrič – sestričina/sestrična; bratič – bratičina/bratična)
- přípona -inica (daidža – daidžinica; amidža – amidžinica)
- přípona -inja (bog – boginja; junak – junakinja; pjesnik – pjesnikinja; vršnjak – vršnjakinja; Čeh – Čehinja)
- přípona -kinja (Srbin – Srpkinja; rob – ropkinja; stranac – strankinja)
- přípona -ka (Sarajlija – Sarajka; bolničar – bolničarka; intelektualac – intelektualka)

Tato přípona se užívala pro označení manželky zaměstnaných mužů (profesor – profesorka, doktor – doktorka ve smyslu profesorová, doktorová), Jistou dobu se vyskytovala rovněž u ženských tvarů některých povolání, než ji nahradila -ica (profesorka > profesorica; doktorka > doktorica).
- přípona -ača (glupan – glupača)

- přípona -ićna (daidža – daidžićna)
- přípona -išna (daidža – daidžišna)

- přípona -ulja (mahnit – mahnitulja)
- přípona -uša (mahalaš – mahaluša)

Někdy může dojít k tomu, že přechýlený tvar získá vlastní význam – například novčanik (peněženka), ale novčanica (bankovka); ludak (blázen) – ludnica (blázinec) – ludara (hřib satan).
Přípona -a nezřídka slouží k odlišení jazykového standardu: minuta – minut (srbsky); planeta – planet (chorvatsky); posjeta – posjet (chorvatsky); gripa – grip (srbsky).

### Bulharština
V bulharštině se některá podstatná jmena (доктор – doktor) v zásadě nepřechylují. Přechýlené tvary (докторка – doktorka) se užívají pouze v hovorové řeči.
Přechylovací přípony
- přípona -ка (-ka)

Tato přípona je nepochybně[zdroj?] v bulharštině, (stejně jako v češtině), nejproduktivnější (лекар – лекарка, lékař – lékařka; асистент – асистентка, asistent – asistentka).
- přípona -иня/-киня (-inja/-kinja))

Přípona -киня je častější, stejně jako česká přípona –kyně (плувец – плувкиня, plavec – plavkyně; турчин – туркиня, Turek – Turkyně) ale také (чех – чехкиня, Čech – Češka). Méně častá je přípona –иня (слуга – слугиня, sluha – služka).
- přípona -ица (-ica)

Především se pouze takto přechylují jména zvířat (слон – слоница, slon – slonice; вълк – вълчица, vlk – vlčice).
- přípona -ойка (-ojka)

Přípona je již téměř nepoužívaná (французин – французойка, Francouz – Francouzka)

### Finština
Finština nemá jmenné rody a i třetí osoba je označována osobním zájmenem hän společném pro ženy i muže. Přesto je v jazyce přítomná ženská přípona (finsky feminiinijohdin) -tar, případně -tär, pomocí které se vyjadřuje, že jde o ženu.
Příklady:
- opettaja (učitel) – opettajatar (učitelka)
- näyttelijä (herec) – näyttelijätär (herečka)
- kuningas (král) – kuningatar (královna)
- tšekki (Čech) – tšekitär (Češka)

Některé z nich se používají běžně (například kuningatar), jiné se téměř nepoužívají (například opettajatar). Běžně se slovo opettaja používá jak k označení učitele, tak učitelky. Pokud je třeba explicitně vyjádřit, že jde o muže, nebo o ženu, používají se slova miesopettaja (mužský učitel) a naisopettaja (ženský učitel).
Forma s příponou -tar a složenina s nais- nejsou vždy významově zcela ekvivalentní. Například sankaritar je hrdinka, ale naissankari sukničkář.

### Italština
V italštině se přechyluje změnou koncovky podstatného jména rodu mužského nebo přidáním přípony.
- změna o – a

Příklad il deputato – la deputata, poslanec – poslankyně; il gatto – la gatta, kocour – kočka
- změna  e – a

Příklad il signore – la signora, pán – pan; il consigliere – la consigliera, rádce – rádkyně
- změna  e – essa

Příklad il professore – la professoressa, profesor – profesorka; lo studente – la studentessa, student – studentka
- změna tore – trice

Změna je jen u některých podstatných jmen (il pittore – la pittrice. malíř – malířka), může být rovněž změna tore – tora (il pastore – la pastora, pastýř – pastýřka) nebo tore – toressa (il dottore – la dottoressa, doktor – doktorka)
- změna  a – essa

/říklad il poeta – la poetessa, básník – básnířka. Tato změna neplatí pro jména zakončená na -ista a -cista.
- změna členu

Má-li podstatné jméno v jednotném čísle stejný tvar pro oba rody, pak je rod je vyjádřen jen členem, zájmenem nebo přídavným jménem (il consorte – la consorte, manžel – manželka)
- změna opisem

V odborné literatuře se u názvů zvířat, u kterých se užívá jenom jeden rod , připojuje maschio – samec nebo femmina – samice. Člen se nemění. (il delfino maschio – il delfino femmina, delfíní samec – delfíní samice; la volpe maschio – la volpe femmina, lišák – liška)
- přechýlení křestních jmen

Většina křestních jmen má v ženském rodě koncovku -a (Giuseppe – Giuseppa), některá mají příponu -ina nebo -etta. (Giacomo – Giacomina, Nicola – Nicoletta)

### Němčina
Přestože má němčina pouze jednu přechylovací příponu, je přechylování v tomto jazyce běžné a velmi časté (Bundeskanzlerin Merkel – kancléřka Merkelová).
Přechylovací přípony
- přípona -in

Připojuje se jednoduše ke kmeni (der Schauspieler – die Schauspielerin, herec – herečka). U některých podstatných jmen dochází při přechylování k přehlásce (der Bauer – die Bäuerin, sedlák – selka; der Artz – die Ärztin, lékař – lékařka).
Přípona -in dnes často nahrazuje původní přechýlené tvary u přejatých slov (der Friseur – die Friseuse, dnes již ve standardním jazyce → die Friseurin, kadeřník – kadeřnice).
Také v němčině jsou příklady opačného přechýlení z ženského tvaru podstatného jména do mužského rodu (die Witwe – der Witwer, vdova – vdovec; die Braut – der Bräutigam, nevěsta – ženich)

### Nizozemština
V současné nizozemštině, (zejména v Nizozemsku, méně již ve Vlámském společenství), se stírá rozdíl mezi mužským a ženským rodem a proto u mnoha podstatných jmen, (de blinde – slepec, slepá; de arts – lékař, lékařka), je nutné na rod usuzovat podle souvislostí ve větě. Také u názvů zvířat převládá příklon k tvarům mužského rodu a to většinou i tehdy, je-li užito označení samice. (Ve větě: De teef heeft zijn poot gebroken – Fena si zlomila nohu, je často užito přivlastňovacího zájmena mužského rodu zijn namísto očekávaného haar.) Tendenci posilují i současné snahy o genderovou korektnost přispívající k užívání neutrálních označení, u kterých není možné rozlišit rod. (Např. slova leraar, lerares – učitel, učitelka jsou nahrazována slovem leidinggevende – vyučující.)
Přechylovací přípony
Při užívání přechylovacích přípon dochází v nizozemštině ke změnám v zápisu oproti tvarům mužského rodu. Je totiž vždy nutné dodržovat délku hlásky v zavřených a otevřených slabikách (echtgenoot – echtgenote, manžel – manželka).
- přípona -in

Přípona společná s němčinou (boer – boerin, sedlák – selka). Pozor na změny v zápisu délky hlásky (Jood – Jodin, Žid – Židovka; kok – kokkin, kuchař – kuchařka). Přípona –in se rovněž užívá k označení samic zvířat (leeuw – leeuwin, lev – lvice).
- přípona -ster

Častá přípona (werkman – werkster, dělník – dělnice; naaister – šička; bezitter – bezitster, majitel – majitelka). V některých případech se připojuje za příponu mužského rodu -aar nebo -ier (molenaar – molenaarster, mlynář – mlynářka; herbergier – herbergierster, hostinský – hostinská), někdy má pejorativní nádech (naaktloper – naaktloopster, nudista – nahá ženská)
- přípona -es

Přípona převzatá z románských jazyků (prins – prinses; princ – princezna). Často se užívá tak, že se připojí za příponu mužského rodu -aar nebo -er (leraar – lerares, učitel – učitelka; meester – meesteres, pán – paní, schilder – schilderes, malíř – malířka).
- přípona -e

Přípona se užívá téměř výlučně ve spisovném jazyce, (v úředních dokumentech), je-li zapotřebí rozlišit pohlaví (echtgenoot - echtgenote, manžel – manželka; wees – weze, sirotek – sirota; erfgenaam – erfgename, dědic – dědička)
- záměna – man za – vrouw

Při přechylování jmen označujících muže v zaměstnání je přípona – man nahrazena odpovídající příponou – vrouw (groenteman – groentevrouw, zelinář – zelinářka; werkman – werkvrouw, dělník – uklízečka)
Také v nizozemštině jsou příklady opačného přechýlení z ženského tvaru podstatného jména do mužského rodu (de weduw – de weduwnaar, vdova – vdovec; de bruid – de bruidegom, nevěsta – ženich)

### Španělština
Ve španělštině se přechyluje změnou koncovky podstatného jména rodu mužského nebo přidáním přípony.
- změna o – a

Příklad el amigo – la amiga, přítel – přítelkyně; el abuelo – la abuela, dědeček – babička
- změna  e – a

Příklad el presidente – la presidenta, prezident – prezidentka
- přípona -a

Příklad el conductor – la conductora, řidič – řidička; el león – la leona , lev – lvice
- přípona -triz

Příklad el actor – la actriz, herec – herečka
- změna členu (substantiva obvykle končí na -ante a -ista)

Příklad el estudiante – la estudiante, student – studentka; el periodista – la periodista, novinář – novinářka. (V množném čísle los estudiantes – las estudiantes, los periodistas – las perodistas)
- změna opisem

V odborné literatuře se u názvů zvířat, u kterých se užívá jenom jeden rod, připojuje macho – samec nebo hembra – samice. Člen se nemění. (el jabalí – el jabalí hembra, kňour – bachyně; la girafe – la girafa macho, samec žirafy – samice žirafy)

### Angličtina
V angličtině se přechylování nevyskytuje tak často jako v jiných jazycích. Například teacher může znamenat učitel i učitelka. V některých případech se přechylování dělá pomoci různých koncovek.
- koncovka -ess

Příklad actor – actress (herec – herečka), waiter – waitress (číšník – číšnice)

## Přechylování křestních jmen
Křestní (resp. rodná) jména jsou ve většině západních jazyků obvykle pohlavně specifická, tj. buď mužská, nebo ženská, což nabývá na významu zejména v těch jazycích, které nepřechylují příjmení. Přesto však některá jména mají i opačnou variantu, vytvořenou přechýlením, nejde-li v některých případech o náhodnou podobnost.
Příklady přechylování:
- Jiří – Jiřina
- Karel – Karla
- Vladislav – Vladislava
- Josef – Josefina či Josefa
- Emil – Emilie
- Jindřich – Jindřiška
- Marie – Marián

### Obourodá jména
V některých jazycích ale existují i obourodá jména, tedy taková, u nichž stejný tvar může označovat mužského i ženského nositele:
v češtině
- Ilja
- Nikola (v drtivé většině ženské jméno)
- René (v drtivé většině mužské jméno)

v angličtině
- Cameron
- Jamie
- Morgan
- Tracy a mnoho dalších

translingválně
- Alex (Alexandr/Alexander i Alexandra) aj.

Stejně tak je obourodých (mnoho hovorových nebo domáckých (hypokoristika) tvarů jmen, jako například v češtině tvary na -a: Peťa (Petr i Petra), Pája (na Moravě Paja) (Pavel i Pavla), Áďa (Adam i Adéla) apod. (slovenština má obdobná hypokoristika tvarově rozlišena: maskulina končí na -o a feminina na -a (Miško – Micha(e)l x Miška – Micha(e)la) – česky ten/ta Míša), a mnoho hypokoristik v angličtině (Bernie (Berenice, Bernard, Bernadette), Chriss, Jerri/Jerry, Mel, Mickey, Sacha, Terri/Terry apod.).

## Přechylování příjmení
Přechylování příjmení je typické zejména pro flektivní jazyky, v nichž se zpravidla provádí specifickými příponami. Buď je ženská varianta příjmení tvořena jako feminativ ze základní, mužské varianty, nebo jsou mužská a ženská varianta gramaticky symetrické. V některých jazycích a kulturách se navíc rozlišovala nebo rozlišují dívčí příjmení (vyjadřujících příslušnost k rodině) od příjmení manželek (vyjadřujících příslušnost k manželovi).